# Antonio Teodoro Caravia
Antonio Teodoro Caravia (ur. 2 listopada 1809 w Montevideo, zm. 27 lipca 1873 tamże) – urugwajski agronom.

## Życiorys
Urodził się w Montevideo. Był synem pochodzącego z hiszpańskiej Asturii Juana Caravii de la Isli oraz Maríi Pérez. Wychował się we wpływowej i zamożnej rodzinie, jego bracia zaangażowani byli w życie polityczne. O Antonio Teodorze wiadomo wszakże niewiele poza pracami i publikacjami, które po sobie pozostawił. Przypuszcza się, iż ukończył jedną z cenionych szkół średnich w rodzinnym mieście oraz że studiował na jednym z uniwersytetów argentyńskich. Zmarł śmiercią samobójczą w rodzinnym mieście, po najpewniej dosyć długich zmaganiach z depresją.
Autor cenionych prac teoretycznych z zakresu rolnictwa. Jego książki szybko zyskały uznanie właściwie we wszystkich hiszpańskojęzycznych krajach regionu. Świadomy znaczenia specjalistycznej wiedzy rolniczej tak dla Urugwaju jak i dla Ameryki Łacińskiej w ogólności, za swoje zasługi otrzymał złoty medal uniwersytetu w argentyńskiej Córdobie (1872). Znalazł się wśród założycieli Asociacion Rural del Uruguay.
Wśród jego publikacji wymienia się Manual práctico del agricultor americano precedido de un opúsculo o Historia de la Agricultura desde el Diluvio Universal hasta el siglo quinto de nuestra era (1858) czy Catecismo. Primera parte del Curso de agricultura con láminas. Pośmiertnie wydano natomiast Manual práctico del cultivador americano. En forma de diccionario sobre agricultura (1882).